# Lucien Gaulard
Lucien Gaulard (16 juillet 1850 au 77 de la rue Vieille-du-Temple à Paris - 26 novembre 1888 à Paris 14e) est un ingénieur en électricité français, chimiste de formation, inventeur du transformateur électrique.
Une rue du 18e arrondissement de Paris, où se situe le cimetière Saint-Vincent, porte son nom.

## Biographie
Léon Adrien dit Lucien Gaulard est le onzième enfant d’une famille de douze. Fils d’Edmé Gaulard et d’Onézime Justice, mariés le 26 novembre 1835.
Le père de Lucien, fabricant de vernis rue Vieille-du-Temple était détenteur d’un brevet portant sur l’amélioration de la conservation des vernis gras. La première profession de Lucien fut logiquement la chimie. Entre 1876 et 1881, Lucien dépose plusieurs séries de brevets ayant pour objet, entre autres, le tannage des peaux en cuir, la production de sels de soude, la fabrication de la pâte à papier, la déphosphoration des minerais de fer, etc. 
En 1880 Lucien Gaulard habite au 65 rue Nollet dans le 17e arrondissement de Paris, il a alors déjà acquis certaines compétences en électricité puisqu’il propose en 1876 de l’utiliser pour accélérer le tannage des cuirs.
En 1881 Lucien Gaulard s’inscrit à l’exposition d’électricité de Paris et y propose une lampe électrique et une pile thermoélectrique. Nous ne connaissons rien de la pile proposée et cet équipement n’a pas fait l’objet d’un dépôt de brevet. Il est vraisemblable qu’elle ne fonctionnait pas ou très imparfaitement. Par contre, la lampe est décrite dans un brevet qui prit fin en 1881. Cette lampe était grossièrement composée d’une lampe à arc et d’une lampe à incandescence montées en série à travers une bobine de Ruhmkorff.

## L’invention du transformateur
À la fin de l’année 1881,  Lucien Gaulard trouve à Londres en la personne de John Dixon Gibbs un nouveau commanditaire et tous deux publient dès le 18 octobre un brevet sur la forme des conducteurs électriques. Dans ce brevet, ils préconisent l’utilisation de conducteurs tubulaires creux en reprenant la théorie de Denis Poisson qui disait que l’électricité ne se distribuait qu’en surface des conducteurs. Phénomène vérifié depuis par l’introduction de l’effet de peau dépendant de la fréquence.
Le 7 octobre 1882, Gaulard et Gibbs déposent le premier brevet fondateur de la distribution électrique moderne. Son titre (« Nouveau système de distribution de l’électricité pour servir à la production de lumière et de la force motrice ») ne suggère pas que l’auteur propose en réalité de produire et de transporter l’énergie électrique par l’emploi du courant alternatif. Il préconise également l’utilisation de « générateurs secondaires » : les transformateurs.
Le « générateur secondaire », décrit dans ce premier brevet, est composé d’un enroulement primaire fait de fil de cuivre de 3 mm de diamètre isolé et disposé en trois couches sur un noyau de fer doux. L’enroulement secondaire est constitué de 6 bobines positionnées autour de l’enroulement primaire. Chacune est constituée de 6 fils de 0,5 mm de diamètre connectables soit en série, soit en parallèle. La nouveauté de ce système était de permettre le réglage du rapport de transformation. Un de ses inconvénients serait, de nos jours, appelé la chute de tension en charge liée à une impédance, forcément importante. Il est peu probable que cette version ait fonctionné très efficacement.
En 1883, grâce à une élévation de la tension, Lucien Gaulard et John Dixon Gibbs réussissent à transporter de l'électricité sur une distance de 40 km. Ils utilisent un courant alternatif sous une tension de 2 000 V, réalisée par des transformateurs avec un noyau en forme de barres. Le 6 novembre 1883, Lucien Gaulard dépose un nouveau brevet dans lequel il détaille les phénomènes d’induction et présente un nouvel appareil à câble composite. 
Il énonce ainsi que la force électromotrice secondaire (tension) augmente :
« avec l’intensité du courant primaire » (Ce qui traduit la tension primaire) « avec le nombre de spire de l’enroulement secondaire » (Ce qui traduit le rapport de transformation) « avec […] les alternativités du courant primaire » (Ce qui traduit la fréquence).
Le nouveau générateur est alors constitué d’un ensemble de fils en faisceau composant le primaire et le secondaire et réduisant ainsi ce qui n’était pas encore dénommé l’impédance de fuite en partie responsable de la chute de tension en charge. Le conducteur était alors composé d’un fil primaire de 4 mm de diamètre enveloppé de 48 fils secondaires disposés en six groupes de huit.
C’est ce type d’appareil qui servit à l’éclairage du métro de Londres. Dans cette version, le primaire était alimenté par une tension d’environ 20 à 30 volts et les secondaires pouvaient délivrer entre 50 et 100 volts [réf. nécessaire]. Il servit à éclairer cinq stations Edgware Road, Notting hill gate, Gower street, King’s cross et Aldgate. L’éclairage du métro de Londres utilisait alors 151 lampes à incandescence de 63 W sous 100 V et 5 lampes à arc de type Jablochkoff de 375 W sous 50 V. Chaque colonne de générateur était capable de délivrer environ 250 W et plus de 48 furent nécessaires à l’éclairage du métro comme le montrent les mesures effectuées en mars 1884 par J. Hopkinson.
À Edgware Road, une machine à vapeur actionnait un alternateur de 30 ch et 2 000 V. La ligne primaire d’une longueur de 25 km desservait les 5 stations où 4 groupes de 4 générateurs secondaires étaient placés en série. Le système fonctionna sans incident chaque jour entre novembre 1883 et septembre 1884 de 16 h 30 à 1 h 5.
En 1884 Lucien Gaulard met en service une liaison bouclée de démonstration (133 Hz) alimentée par du courant alternatif sous 2 000 volts, de Turin à Lanzo aller et retour (80 km). On finit alors par admettre l'intérêt du transformateur, qui permet d'élever, de transporter, puis d'abaisser, la tension délivrée par un alternateur, facilitant ainsi le transport de l'énergie électrique par des lignes à haute tension. 
Le 27 février 1884 Lucien Gaulard dépose une troisième version de son générateur. Les enroulements primaires et secondaires sont alors constitués de disques de cuivres alternés spires à spires, les hélices secondaires pouvant être reliées en parallèle et par groupe. La puissance atteinte par les générateurs secondaires à hélice atteignait alors 1 300 W pour une masse de cuivre de 12,280 kg soit 72 W/kg, valeur à comparer à la version à câble composite où la puissance n’était que de 30 W/kg. Le rendement de l’appareil atteignait alors plus de 83 %.
Le nom de transformateur fut proposé en 1884 par Édouard Hospitalier au cours des réunions de la Société Internationale des Électriciens.
Pendant l’été 1885, George Westinghouse, sur le conseil de Pantaleoni, acheta plusieurs générateurs Gaulard et devint concessionnaire exclusif pour les États-Unis en décembre. La transaction s’éleva à 50 000 $. Le transformateur de Gaulard de 1886 n'a pas grand chose à envier aux transformateurs actuels, son circuit magnétique fermé (le prototype de 1884 comportait un circuit magnétique ouvert, d'où un médiocre rendement) est constitué d'un faisceau de fils de fer annonçant le circuit feuilleté à tôles isolées.
Le 18 janvier 1886, Lucien Gaulard inaugure l’usine centrale de Tours où 250 chevaux de machine à vapeur entraînent 2 alternateurs. Par une distribution souterraine, Gaulard alimente des générateurs secondaires d’un type nouveau à circuit magnétique fermé et placés en dérivation.

## Une fin tragique
Entre-temps, des brevets ont été déposés par d'autres. Le premier brevet de Gaulard en 1882 a été refusé en son temps, « sous prétexte que l'inventeur prétendait pouvoir faire « quelque chose de rien » ». Gaulard contre-attaqua, mais il perdit ses procès. Ruiné, il finit ses jours dans un asile.
Lucien Gaulard meurt le 26 novembre 1888 à l’hôpital Sainte-Anne où il était entré quelques mois plus tôt à la suite d'un accès de démence. En effet, le 1er février de la même année, Gaulard s’était présenté à l’Élysée en disant au concierge « Je suis Dieu et je veux la paix Universelle » comme le rapporte le Matin dans son édition du 14 février. Il est inhumé au cimetière du Père-Lachaise (53e division).
Sur la demande de sa sœur, Mme Ruelle-Gaulard, une petite rue située dans le 18e arrondissement menant de la rue de Caulaincourt au cimetière Saint-Vincent et ne comportant qu’un seul immeuble fut dénommée rue Lucien-Gaulard en sa mémoire. Une plaque commémorative fut apposée rue Vieille-du-Temple aux frais de son cousin Émile Gaulard, sculpteur de profession.

## Dans la culture populaire
En 2010, l'écrivain Patrice Delbourg sort le roman L'Homme aux lacets défaits qui tourne autour de la vie de Lucien Gaulard.